# Bustul lui Alexandru Ioan Cuza din Galați
Bustul lui Alexandru Ioan Cuza din Galați este un monument istoric aflat pe teritoriul municipiului Galați.
Bust realizat din bronz. La 4 noiembrie 1888, când pe strada Portului se inaugura Școala primară de băieți nr. 5, pe frontispiciul acesteia a fost așezat bustul lui Al. I. Cuza, primul din țară, executat de un sculptor parizian, al cărui nume este încă necunoscut, dăruit Galațiului de doamna Elena Cuza, soția domnitorului. Astăzi bustul se află în curtea Muzeului de istorie.